# Jean-Luc Thiébaut
Jean-Luc Thiébaut, francoski rokometaš, * 29. december 1960, Metz.
Leta 1992 je na poletnih olimpijskih igrah v Barceloni v sestavi francoske reprezentance osvojil bronasto olimpijsko medaljo.